# جوستين بالدوني
جوستين بالدوني (بالإنجليزية: Justin Baldoni) مواليد 24 يناير 1984 في لوس أنجلوس، هو ممثل ومخرج أمريكي بدأ مسيرته الفنية عام 2004.

## الأعمال
- المسحورات
- سي إس آي: ميامي
- هيروز
- سي اس آي: نيويورك
- النهايات السعيدة
- جين العذراء

## وصلات خارجية
- جوستين بالدوني على موقع IMDb (الإنجليزية)
- جوستين بالدوني على موقع ألو سيني (الفرنسية)
- جوستين بالدوني على موقع ميوزك برينز (الإنجليزية)
- جوستين بالدوني على موقع أول موفي (الإنجليزية)
- جوستين بالدوني على موقع قاعدة بيانات الفيلم (الإنجليزية)
- جوستين بالدوني على موقع كينوبويسك (الروسية)